# Gerda Zellentin
Gerda Zellentin (* 5. Januar 1934 in Bremerhaven; † 20. März 2022 in Woltersdorf (bei Berlin)) war eine deutsche Politikwissenschaftlerin.

## Leben und Wirken
Nach dem Schulbesuch (1940–1954) und dem Abitur in Bremerhaven studierte Gerda Zellentin Politikwissenschaft, Neuere Geschichte, Soziologie, Rechtswissenschaft und Volkswirtschaft an der Freien Universität Berlin, an der Hochschule für Sozialwissenschaften Wilhelmshaven und an der Universität Birmingham. 1958 legte sie die Prüfung zur Diplom-Sozialwirtin ab. Von 1959 bis 1961 war sie Mitarbeiterin am UNESCO-Institut für Sozialwissenschaften in Köln. Ihre Promotion erfolgte 1961 an der Universität Göttingen. Von 1961 bis 1969 war sie als wissenschaftliche Assistentin am Forschungsinstitut für Politische Wissenschaft und Europäische Fragen der Universität Köln tätig. Außerdem hatte sie in dieser Zeit ein Fellowship des Social Science Research Council New York inne und war Stipendiatin der Deutschen Forschungsgemeinschaft. 1969 habilitierte sie sich an der Universität zu Köln und war dort kurze Zeit Wissenschaftliche Rätin und Professorin. Von 1970 bis zu ihrer Emeritierung 1999 hatte sie eine Professur für Politikwissenschaft an der Bergischen Universität Wuppertal inne.
Gerda Zellentin gehörte zur Kölner Schule der Politikwissenschaft. Ihr Hauptforschungsgebiet war die Europäische Integration.

## Schriften (Auswahl)
- Der Wirtschafts- und Sozialausschuss der EWG und Euratom. Interessenrepräsentation auf übernationaler Ebene. Sythoff, Leiden 1962 (Dissertation Universität Göttingen).
- Die Kommunisten und die Einigung Europas (= Demokratische Existenz heute, Bd. 11). Athenäum-Verlag, Frankfurt/M. 1964.
- Bibliographie zur Europäischen Integration. 2. Aufl. Europa-Union Verlag, Köln 1965.
- Budgetpolitik und Integration (= Europäische Schriften des Bildungswerks Europäische Politik, Bd. 8). Europa-Union Verlag, Köln 1965.
- (als Hrsg.): Formen der Willensbildung in den europäischen Organisationen (= Kölner Schriften zur Politischen Wissenschaft, Bd. 5). Athenäum-Verlag, Frankfurt/M. 1965.
- Intersystemare Beziehungen in Europa. Bedingungen der Friedenssicherung. Sijthoff, Leiden 1970 (Habilitationsschrift Universität Köln), ISBN 90-218-9180-8.
- Europa 1985. Gesellschaftliche und politische Entwicklungen in Gesamteuropa (= Europäische Schriften des Bildungswerks Europäische Politik, Bd. 32). Europa-Union Verlag, Bonn 1972, ISBN 3-7713-0043-6 (2. Aufl. 1973).
- Les missions permanentes auprès des organisations internationales. Bruylant, Bruxelles 1976.
- (als Hrsg.): Annäherung, Abgrenzung und friedlicher Wandel in Europa (= Veröffentlichungen der Deutschen Gesellschaft für Friedens- und Konfliktforschung e.V., Bd. 2). Boldt, Boppard 1976, ISBN 3-7646-1646-6.
- (zusammen mit Günther Nonnenmacher): Abschied vom Leviathan. Ökologische Aufklärung über politische Alternativen. Hoffman und Campe, Hamburg 1979, ISBN 3-455-09241-1.

Festschrift
- Wolfgang Bergem u. a. (Hrsg.): Friedenspolitik in und für Europa. Festschrift für Gerda Zellentin zum 65. Geburtstag. Leske + Budrich, Opladen 1999, ISBN 3-8100-2318-3.